# ヘッジホッグエンジン
ヘッジホッグエンジン（Hedgehog Engine）は、セガ ソニックチームが開発したゲームエンジン。

## 概要
2005年の中旬の頃から、ゲームエンジン開発テクニカルディレクターの橋本善久を含めた5人程の小規模チームでエンジン開発をスタートして、2006年末頃辺りから、ゲームコンテンツ側の『ソニック ワールドアドベンチャー』制作と並行しながら、ハイエンドゲーム開発環境『ヘッジホッグエンジン』の開発を行なった。
『ソニック ワールドアドベンチャー』以降の主にソニックシリーズでは『ヘッジホッグエンジン』を用いてゲームの制作を行なっているので、長年に渡ってセガ社のフラッグシップタイトルソニックシリーズの開発を支え続けている。

## ヘッジホッグエンジン2
ヘッジホッグエンジン2（Hedgehog Engine 2）は、セガ ソニックチームが開発した『ヘッジホッグエンジン』のバージョンアップゲームエンジン。
初代『ヘッジホッグエンジン』から全く異なるゲームエンジンを0から開発し直したものではなく、『ヘッジホッグエンジン』の改良を積み重ねてステップアップしたゲームエンジンである。

## 使用作品
- 2009年 - ソニック ワールドアドベンチャー[1][3][4]
- 2011年 - ソニック ジェネレーションズ[7]
- 2013年 - ソニック ロストワールド
- 2017年 - ソニック フォース[8]
- 2019年 - 新サクラ大戦[9][10]
- 2022年 - ソニックフロンティア[11][12][13][14][15]
- 2024年 - ソニック × シャドウ ジェネレーションズ

## 評価・受賞歴
- CEDEC AWARDS 2009 - プログラミング・開発環境部門 ノミネート[注 1][注 2][16]